# 異齒鑷麗魚
異齒鑷麗魚（学名：Labidochromis heterodon）為輻鰭魚綱鱸形目隆頭魚亞目慈鯛科的其中一種，分布於非洲馬拉威湖Boadzulu島流域，為特有種，體長可達7.3公分，棲息在岩石底質水域，生活習性不明，可做為觀賞魚。

## 擴展閱讀
維基物種上的相關：異齒鑷麗魚